# Chevrolet El Camino
Lo Chevrolet El Camino è un veicolo pick-up, derivato da diverse automobili, prodotto dalla Chevrolet per il mercato statunitense e rappresentava la risposta della casa automobilistica al Ford Ranchero uscito due anni prima. La General Motors (casa madre del marchio Chevrolet) definì questo tipo di vettura "un coupé da lavoro".

## Evoluzione

### 1959-1960: Prima generazione
Il primo El Camino venne prodotto nel 1959, due anni dopo il Ford Ranchero. Venne basato sulla piattaforma della Chevrolet Impala dello stesso anno. Lo sviluppo del veicolo fu molto rapido. Le vendite, un totale di 22.246 esemplari, rimasero inferiori a quelle del rivale Ranchero. Il modello 1960 integrò i cambiamenti avvenuti sull'Impala e subì un restyling molto esteso. Le vendite di questo modello furono di 14.163 esemplari e la casa decise di interromperne la produzione.

### 1964-1967: Seconda generazione
Dopo quattro anni la Chevrolet ripropose il suo El Camino. Stavolta la base era fornita dalla Chevrolet Chevelle. Il modello 1964 era in pratica uguale alla vettura in tutta la parte anteriore fino al piano di carico. La Chevrolet considerava il El Camino principalmente come un veicolo da lavoro e pertanto non furono disponibili i motori più potenti della Chevelle. Il 1965 vide l'introduzione dei motori da 5,4 L (327 in³). Questi motori, più potenti, fornivano circa 75 kW (100 hp) in più. Nel 1966 divenne disponibile il motore da 6,5 L (396 in³). Nel 1967 venne aggiornata l'estetica seguendo le modifiche che erano state introdotte sulla Chevelle di quell'anno. Nuovi erano il frontale, il paraurti anteriore e gli interni. Furono introdotti anche degli ammortizzatori regolabili ad aria per compensare l'assetto a veicolo carico.

### 1968-1972: Terza generazione

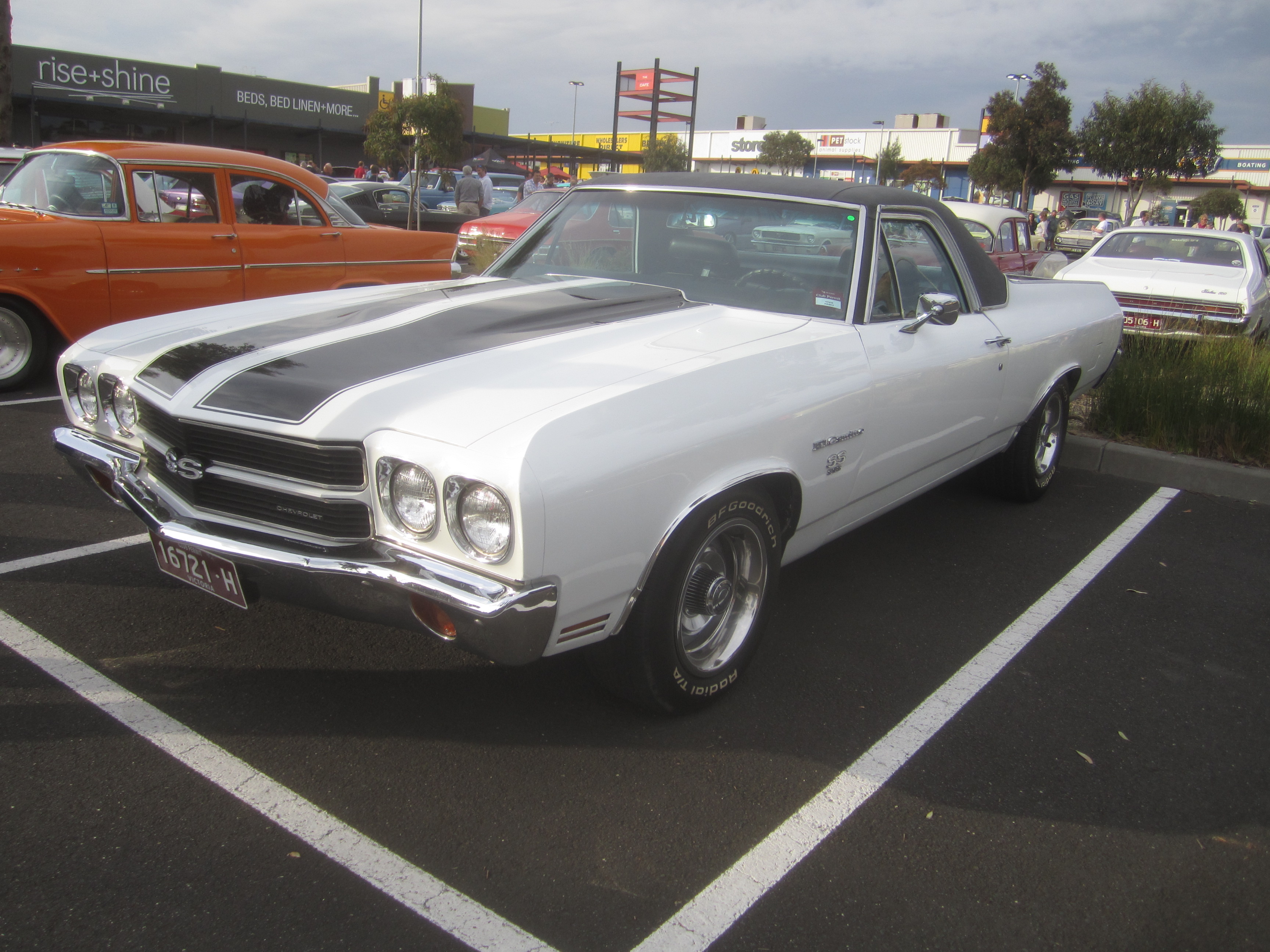
Una Chevrolet El Camino SS396

Nel 1968 venne introdotta, utilizzando la piattaforma comune alla station wagon e alla berlina 4 porte, una versione più lunga del mezzo. Fu lanciata anche una nuova versione ad alte prestazioni, la Super Sport SS396, anche in questo caso seguendo l'analoga versione introdotta sulla Chevelle. Il modello 1969 rimase pressoché invariato mentre nel 1970 si resero disponibili dei nuovi motori: uno di maggiore cilindrata, 6,8 L V8, che sostituiva il precedente 6,5 L (396 in³), e il nuovissimo motore da 7,4 L (454 in³) che nella versione LS6 forniva 336 kW (450 hp) di potenza e 678 Nm di coppia. Con questo motore il El Camino SS 454 diveniva un veicolo capace di percorrere un quarto di miglio (400 m) in 13,44 secondi.
Il modello 1971 vide la riduzione delle prestazioni e della potenza a seguito dell'adozione della benzina senza piombo a basso numero di ottani e per rispettare la nuova normativa sulle emissioni. Esteticamente vennero sostituiti i doppi fari anteriori con un faro singolo. Il muso divenne più appuntito. Pochi furono i cambiamenti del modello 1972, che vide un'ulteriore riduzione della potenza.

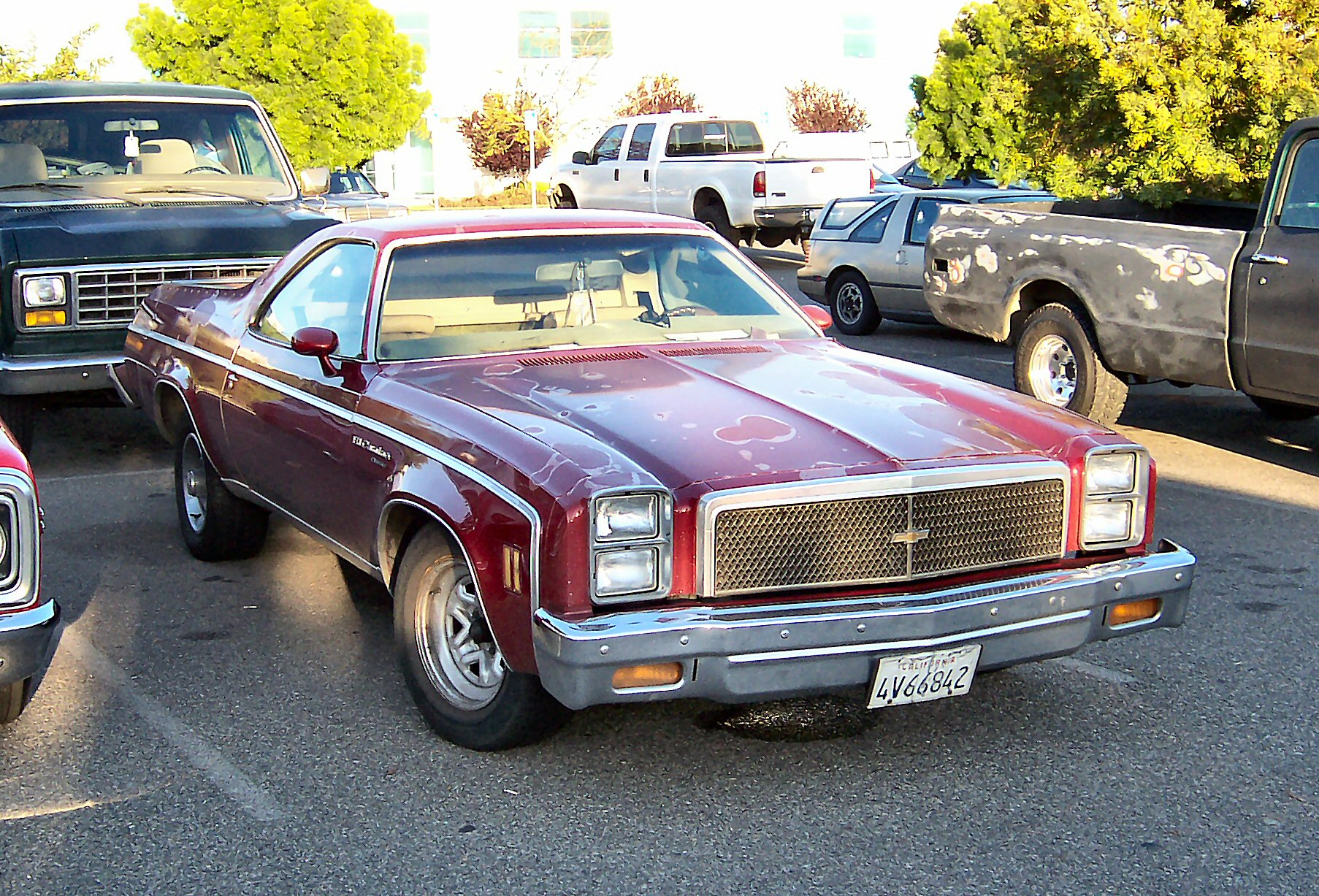
Una El Camino del 1976

### 1973-1977: Quarta generazione
Nel 1973 il veicolo subì un nuovo restyling sempre a seguito delle modifiche introdotte sulla Chevelle. La quarta generazione del pick up fu la più grande in assoluto del El Camino, ma grazie alla sua costruzione leggera alla fine pesava meno delle precedenti versioni. Nel 1976 il frontale venne ridisegnato e dotato di quattro fari quadrati montati in verticale. Dopo queste modifiche il veicolo rimase invariato fino al 1978.

### 1978-1987: Quinta generazione
Un nuovo e più piccolo El Camino venne presentato nel 1978. Esteticamente era caratterizzato da linee tese e affilate. Siccome la Chevelle non era più in produzione per realizzarlo ci si basò su componenti della Chevrolet Monte Carlo e della Chevrolet Malibù. Divenne disponibile per la prima volta il motore V6 mentre tra il 1982 e il 1984 venne prodotta una versione diesel del pick up. Dopo il 1984 la General Motors spostò la produzione del El Camino in Messico dove continuò per altri tre anni finché non venne interrotta dopo l'uscita dell'ultimo modello del 1987.

## Produzione estera
Lo Chevrolet El Camino venne prodotto anche in Sudafrica dalla Holden, come modello Kingswood, negli anni settanta.